# Makenzie Vega
Makenzie Jade Vega (10 februari 1994) is een Amerikaans actrice.
Vega werd als jongere zus van kindster Alexa Vega geboren en rolde, net zoals haar zus, op jonge leeftijd het vak in. Ze kreeg in 2000 een rol in The Geena Davis Show, een televisieserie die een seizoen lang op de buis te zien was. Ook werd ze gecast in de bioscoopfilm The Family Man.
In tegenstelling tot haar zus maakte Vega slechts één jeugdfilm en speelde vooral bijrollen in bekende films, waaronder Saw, Sin City en Just My Luck. Haar meest recente rol is in In the Land of Women. Ze heeft ook een rol gespeeld in Ghost Whisperer.

## Filmografie
- Dr. Quinn Medicine Woman: The Movie (1999) (tv-film) - Maria
- The Family Man (2000) - Annie Campbell
- Made (2001) - Chloe
- Saw (2004) - Diana Gordon
- Chestnut: Hero of Central Park (2004) - Sal
- Sin City (2005) - Nancy (11 jaar)
- Just My Luck (2006) - Katy
- X-Men: The Last Stand (2006) - Klein meisje in gevangenistruck
- In the Land of Women (2006) - Paige Hardwicke
- The Assault (tv-film) (2014) - Sam Gleason
- Fender Bender (2016) - Hilary
- Pretty Little Dead Girl (2017) (tv-film) - Emma Miller
- Tomboy (2017) (tv-film) - Tori
- Love, Of Course (2018) (tv-film) - Cara Andolini

- Gemeinsame Normdatei: 1062206037
- International Standard Name Identifier: 0000 0000 7743 7519
- Library of Congress Control Number: no2010037710
- Nationale Bibliotheek van Polen: a0000002118773
- Nederlandse Thesaurus van Auteursnamen: 38119194X
- Système universitaire de documentation: 259869678
- Virtual International Authority File: 108032473
- WorldCat: E39PBJyGX4hFkmtVkWhTDwGCQq